# Мумие, Феликс Ролан
Феликс Ролан Мумие (Мумье, фр. Félix-Roland Moumié, 1 ноября 1925, Фумбан, Камерун, Французская Экваториальная Африка — 3 ноября 1960, Женева, Швейцария) — камерунский революционер и деятель антиколониального движения, президент Союза народов Камеруна. После убийства французскими военными Рубена Ум Ниобе возглавил освободительную борьбу в стране. Убит французскими спецслужбами.

## Биография
Родился 1 ноября 1925 года возле Фумбана в крестьянской семье, обучался в миссионерской школе. Закончив ее, решил продолжить свое образование, но так как средства у него отсутствовали, переехал в Браззавиль (Французское Конго), где, работая грузчиком в порту, сумел закончить среднюю школу и поступить на медицинский факультет Высшей школы им. Вильяма Понти на Горе, Дакар.
В Сенегале познакомился с Рубеном Ум Ниобе, который ввёл Мумье в партию «Союз народов Камеруна» (СНК). Стремясь к одним целям, Ум Ниобе и Мумье имели различные политические взгляды: Ум Ниобе был националистом, а Мумье — марксистом. Вернувшись в Камерун, Феликс Мумие работал сельским врачом и вел активную антиколониальную агитацию. Желая изолировать Мумие, французские колониальные власти отправляли его в наиболее отдаленные провинции Камеруна, в Мора умерла его трехлетняя дочь, но эти попытки оказались тщетными, столь же безуспешными оказались попытки его подкупа и убийства.
С 1955 года деятельность СНК во Французском Камеруне запрещена, и Мумье покидает страну, найдя убежище в Британском Камеруне, но после того, как в 1957 году СНК запретили и там, Мумье уезжает в Судан, затем — в Каир под защиту Гамаля Насера. Вёл активную политическую деятельность, участвовал в переговорах в Африке (в том числе, на Конференции народов Африки в Аккре, 1958), Москве, Пекине (1959). В то время как Ум Ниобе руководил действиями (запрещённый СНК приступил к партизанской войне в 1956 году), Мумье занимался представительством, доносил мнение камерунского антиколониального движения до международной общественности.
Обосновался в Гвинее, в Конакри.
После убийства французскими военными Рубена Ум Ниобе в 1958 году, Мумье возглавляет СНК и борьбу за освобождение Камеруна. В 1959 создал Камерунскую национальную армию освобождения (l’Armée de Libération Nationale Kamerunaise, ALNK). Согласно сообщениям агентства Рейтер того времени, среди акций Феликса Мумье был и терроризм, однако часть населения Камеруна хотела возвращения Мумье.
Британский политик и публицист Роберт Харви утверждает, что Мумье поддерживался СССР (в том числе, денежно), встречался с Хрущёвым, но Москва сочла его шаги недостаточно успешными, и Мумье переориентировался на Китай, что подтверждается мнением профессора Брюса Ларкина, специалиста по внешней политике Китая.
1 января 1960 года Камерун обрёл формальную независимость, но реально он оставался под контролем международных корпораций, в первую очередь французских. Несколько месяцев спустя, в октябре, Мумье убит французскими спецслужбами (SDECE) в Женеве, куда отправился, дабы донести до мирового сообщества правду об обстановке в Камеруне, для отравления использовался яд на основе таллия с отсрочкой действия в трое суток. На время захоронен в Конакри (Гвинея), однако власти Камеруна так и не позволили ввезти тело Мумье на родину. В 2004 году, по утверждению Дибюсси Танде, вдова Феликса Марта (Marthe Ekemeyong ép. Moumié) посетила могилу и обнаружила её осквернённой, тело Мумье было похищено.
В 2009 году Марта Мумье была жестоко убита.
Оценка Мумье в различных источниках крайне противоречива. По мнению одних, это террорист, ввергший страну в хаос, по мнению других — герой Камеруна и всей Африки, борец за свободу.

## Расследование убийства Феликса Мумье
Подозрения пали на Вильяма Бехтеля (William Bechtel), журналиста, бывшего иностранного легионера и, как полагают, агента французской SDECE и члена боевой секретной группы «Красная рука», с которым Мумие ужинал в Женеве в середине октября, за несколько часов до того, как проявились симптомы отравления. Швейцарская полиция обнаружила следы таллия в комнате Бехтеля и на его одежде, однако задерживать Бехтеля сразу не стали, а в международный розыск объявили его только после того, как Бехтель покинул Женеву.
Бехтель был арестован лишь в 1979 году в Бельгии, экстрадирован во Францию, где в 1980 году он был отпущен в связи с тем, что обвинительная палата Женевы сняла обвинения, сославшись на отсутствие причин полагать интересы Франции в убийстве Мумие (по другим источником, в связи с отказом французского суда в возбуждении дела). Бехтель был отпущен и вскоре умер (согласно паспортам, ему было около 86 лет).
Швейцарско-французский социолог, политолог, общественный деятель проф. Жан Циглер назвал решение суда «живописным», считая, что вина Бехтеля и SDECE следует из мемуаров полковника SDECE Марселя Ле-Руа-Финвилля, опубликованных незадолго до освобождения Бехтеля.